# Atelmo
Atelmo (Athelm; ... – 8 gennaio 1026) è stato un vescovo e arcivescovo anglosassone. Zio di Dunstano di Canterbury, fu il primo vescovo della diocesi di Wells, arcivescovo di Canterbury e forse abate dell'abbazia di Glastonbury. È venerato come santo dalla Chiesa cattolica.

## Biografia
All'inizio del X secolo, Atelmo era un monaco e, secondo alcuni, abate dell'abbazia di Glastonbury. Nel 909 fu consacrato primo vescovo di Wells, appena venutasi a creare dopo la divisione della diocesi di Sherborne. Tra l'agosto 923 e il settembre 925 fu promosso ad arcivescovo di Canterbury.
In qualità di arcivescovo di Canterbury, incoronò Atelstano d'Inghilterra il 4 settembre 925 e, forse, scrisse o organizzò la cerimonia di incoronazione. In quanto zio di Dunstano, lo introdusse a corte e facilitò la sua ascesa.
Morì nel gennaio 1026 e fu sepolto nella chiesa di San Giovanni Battista, per poi essere traslato nella cattedrale di Canterbury dopo la sua costruzione sotto Lanfranco di Canterbury.

## Genealogia episcopale
La genealogia episcopale è:
- Arcivescovo Plegmund
- Arcivescovo Atelmo